# Arbetslivs- och jämställdhetsutskottet
Arbetslivs- och jämställdhetsutskottet (AjU, till 2003 Arbetsmarknads- och jämställdhetsutskottet) är ett utskott i Finlands riksdag.
Arbetslivs- och jämställdhetsutskottet har i likhet med övriga permanenta fackutskott 17 medlemmar och 9 ersättare. Utskottet behandlar ärenden rörande arbetsmiljön, arbetskraften och sysselsättningen, medbestämmandesystem för personalen, jämställdhetsfrågor och civiltjänstgöringsärenden samt därutöver även huvuddelen av ärendena rörande strålskydd och kemikalier.